# Gonomyia (Leiponeura) subaegina
Gonomyia (Leiponeura) subaegina is een tweevleugelige uit de familie steltmuggen (Limoniidae). De soort komt voor in het Australaziatisch gebied.